# إثميا رباعية النقط
إثميا رباعية النقط (الاسم العلمي:Ethmia quadripunctella) هي نوع من الحشرات تتبع جنس الإثميا من فصيلة الألاشستيات.